# Hellenic FC
Der Hellenic Football Club ist ein 1958 gegründeter Fußballverein aus der südafrikanischen Metropole Kapstadt. Der unter den Farben Griechenlands antretende Verein selbstreferenziert sich gerne als „the Greek Gods“, die griechischen Götter. Der Verein gehörte zu den Spitzenmannschaften Südafrikas in den 1970er Jahren und gewann die Meisterschaft von 1971. Der Verein erlangte in Deutschland eine gewisse Bekanntheit, als er im selben Jahrzehnt einige vom Bundesliga-Skandal betroffene Spieler aufnahm.

## Geschichte
Der Verein wurde 1958 von Südafrikanern mit griechischem Migrationshintergrund gegründet. 1963 wurde Hellenic Erster der Westkap Abteilung der zweiten Division der 1959 etablierten professionellen ersten nationalen Fußballliga Südafrikas, der National Football League. Über eine Aufstiegsrunde, in der Hellenic Zweiter wurde, qualifizierte sich der Verein für die erste Division.
Nach durchwachsenen Saisonabschlüssen wurde Hellenic 1971 Südafrikanischer Meister vor dem Ortsrivalen Cape Town City FC, der seine dritte Vizemeisterschaft verbuchte. 1972 wurde Hellenic Vizemeister hinter dem Durban City FC. 1971 spielte während der europäischen Sommerpause auch Tormann Gordon Banks, der 1966 mit England Weltmeister wurde, einige Partien für Hellenic. 1972 und 1973 spielten bei Hellenic einige deutsche Bundesligaspieler die aufgrund des damaligen Bundesliga-Skandals vom DFB langjährig gesperrt wurden. Hierzu gehören die Hertha-BSC-Spieler Volkmar Groß, Jürgen Weber, Arno Steffenhagen und Bernd Patzke.
1975 folgte eine zweite Vizemeisterschaft, diesmal hinter dem Highlands Park FC aus Johannesburg. 1976 erreichte Hellenic auch das Finale des Pokalwettbewerbs, der nach seinem Hauptsponsor, einer Brauerei, als Castle Cup bekannt war. Dort setzte es eine 1:2-Niederlage gegen den Lokalrivalen Cape Town City.
Nach dem Spieljahr 1977 wurde die NFL eingestellt. Gemeinsam mit Cape Town City und Durban City schloss sich Hellenic 1979 der National Professional Football League an.
1994 verlor Hellenic das Finale des Ligapokals, damals bekannt als Coca-Cola Cup, gegen die QwaQwa Stars mit 2:3 nach Verlängerung.
2004 verkaufte der Verein sein Liga-Franchise für fünf Millionen Rand. Dieses spielte danach als Premier United in Gauteng und nach Weiterverkauf 2007 als Thanda Royal Zulu FC in Durban. Hellenic beschäftigt sich dieser Tage mit Jugendfußball.

## Stadion

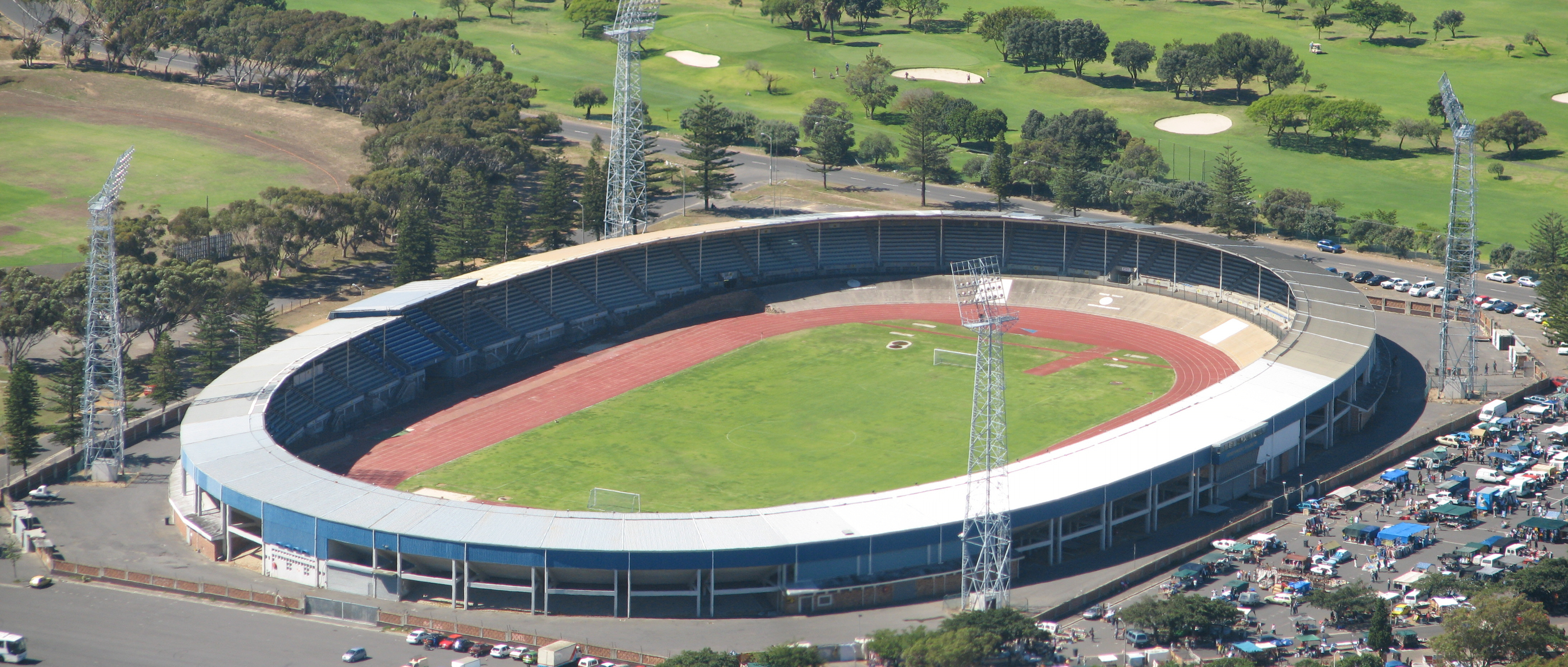
Green Point Stadium

In der Glanzzeit spielte Hellenic im Green Point Stadium, das zum Zeitpunkt seines Abrisses 18.000 Zuseher fasste. Heute steht neben dem Gelände des Green Point das zur Weltmeisterschaft 2010 erbaute Kapstadt-Stadion. Hellenic ist mittlerweile im Tygerhof Milnerton beheimatet.

## Erfolge
- Südafrikanische Meisterschaft: 1971
  - Vizemeisterschaft: 1972, 1975
- Südafrikanische Pokal
  - Finalist: 1976
- Ligapokal
  - Finalist: 1994